# Sergio Stivaletti

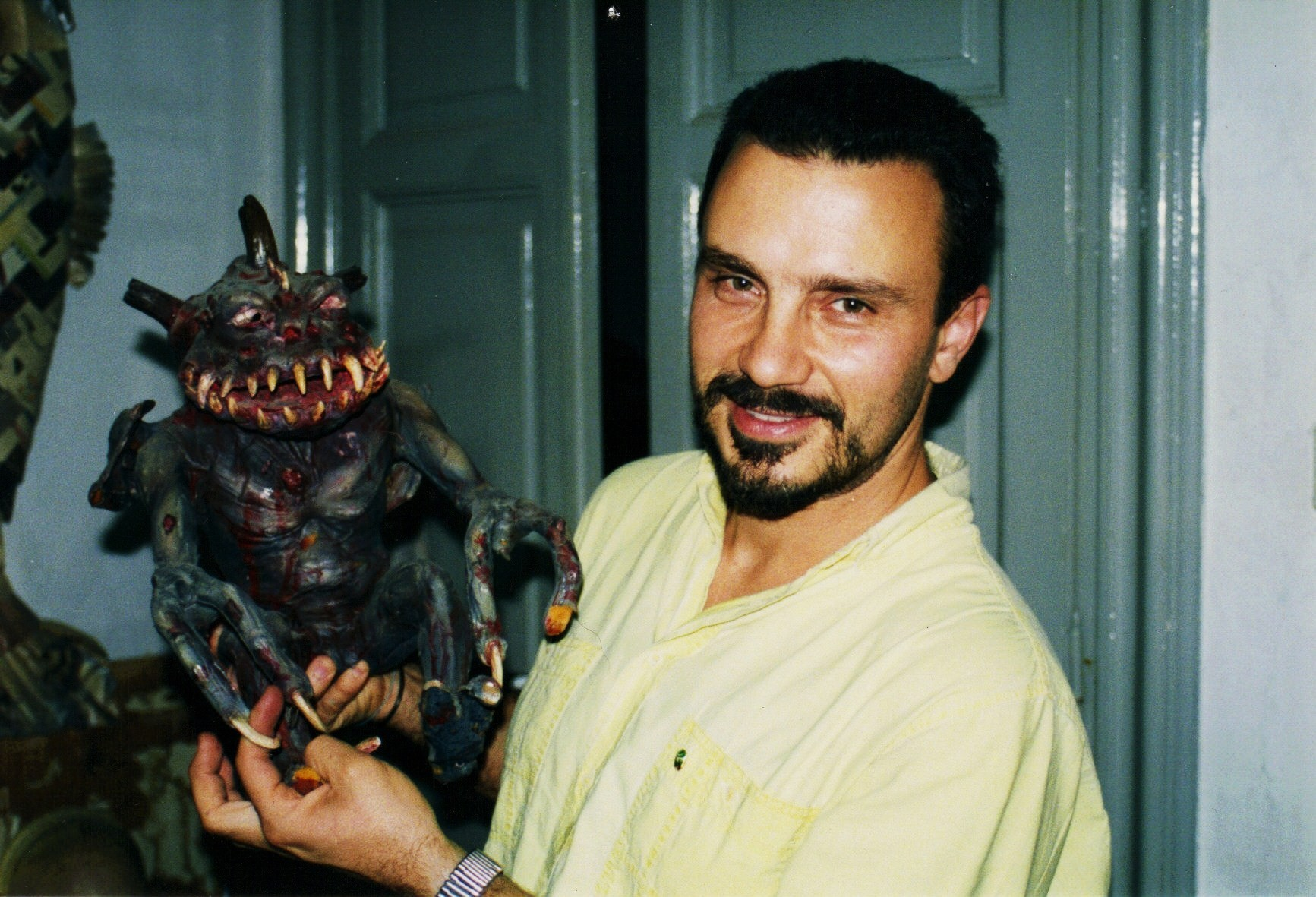
Sergio Stivaletti, 1996

Sergio Stivaletti (* 15. März 1957 in Rom) ist ein italienischer Special-Make-up-Effektdesigner. Bekannt wurde er vor allem durch seine 1985 begonnene Zusammenarbeit mit dem Regisseur Dario Argento.
Stivalettis Durchbruch waren die Make-up- und Gore-Effekte in Argentos Phenomena (1985). Danach arbeitete Stivaletti auch immer wieder mit anderen italienischen Horror-Regisseuren aus der Argento-Schule wie Lamberto Bava und Michele Soavi zusammen.
Als Regisseur war er erstmals 1997 tätig, als er nach dem Tod von Lucio Fulci dessen Film Wax Mask (M.D.C. – Maschera di cera) fertigstellte (produziert von Argento). 2004 folgte mit I tre volti del terrore eine weitere Regiearbeit.

## Filmografie (Auswahl)
- 1981: Murder Obsession (Follia omicida) – Regie: Riccardo Freda
- 1985: Phenomena
- 1985: Dämonen 2 (Dèmoni)
- 1986: Paco – Kampfmaschine des Todes (Vendetta dal futuro) – Regie: Sergio Martino
- 1986: Dämonen (Demoni 2… L’incubo ritorna)
- 1987: Terror in der Oper (Opera)
- 1988: The Prince of Terror (Il maestro del terrore) (Fernsehfilm) – Regie: Lamberto Bava
- 1988: Dinner with the Vampire (A cena col vampiro) (Fernsehfilm) – Regie: Lamberto Bava
- 1988: The Spider’s Nest (Il nido del ragno) – Regie: Gianfranco Giagni
- 1989: Black Sunday (Sabbath: La maschera del demonio)  (Fernsehfilm) – Regie: Lamberto Bava
- 1989: The Church (La chiesa)
- 1991: The Sect (La setta) – Regie: Michele Soavi
- 1991–96: Prinzessin Fantaghirò (Fantaghirò) (Fernsehserie, 5 Miniserien)
- 1994: Der Ring des Drachen (Desideria e l’anello del drago) (Fernseh-Miniserie)
- 1994: DellaMorte DellAmore
- 1996: The Stendhal Syndrome (La sindrome di Stendhal) – Regie: Dario Argento
- 1997: Nirvana – Jagd im Cyberspace (Nirvana)
- 1998: Das Phantom der Oper (Il fantasma dell’opera)
- 1999: Titus
- 2000: Scarlet Diva – Regie: Asia Argento
- 2001: Demonium – Regie: Andreas Schnaas
- 2001: Sleepless (Nonhosonno)
- 2004: The Card Player (Il cartaio)
- 2004: È già ieri – Regie: Giulio Manfredonia
- 2005: Do You Like Hitchcock? (Ti piace Hitchcock?) (Fernsehfilm) – Regie: Dario Argento
- 2006: Ghost Son – Regie: Lamberto Bava
- 2006: Eiskalt (Arrivederci amore, ciao) – Regie: Michele Soavi
- 2006: Hate 2 O (H2 Odio) – Regie: Alex Infascelli
- 2006: The Last House in the Woods (Il bosco fuori) – Regie: Gabriele Albanesi
- 2007: The Mother of Tears (La terza madre) – Regie: Dario Argento
- 2009: Giallo – Regie: Dario Argento

als Regisseur:
- 1997: Wax Mask (M.D.C. – Maschera di cera)
- 2004: Die 3 Gesichter des Terrors (I tre volti del terrore)